# Molanna xiaguana
Molanna xiaguana är en nattsländeart som beskrevs av Malicky 1994. Molanna xiaguana ingår i släktet Molanna och familjen skivrörsnattsländor. Inga underarter finns listade i Catalogue of Life.